# Channah Durlacher
Channah Durlacher (1970) is een Nederlands onderzoeksjournalist en media-adviseur.
Van 1990 tot 1994 studeerde ze Engels en Film- en theaterwetenschappen aan de Universiteit van Amsterdam. Tegen het einde van haar studies maakte ze kennis met de mediawereld bij de  Onafhankelijke Nieuwsdienst Lokale Media. Ook studeerde ze film- en televisjournalistiek aan de universiteiten van Bristol en Londen. In 1996 begon zij als programmamaker en redacteur bij RTL 4. Vanaf 1998 was ze een jaar researcher voor VPRO-documentaires en werkte zij van 2008 tot 2020 bij de AVRO als redacteur en onderzoeksjournalist voor het televisieprogramma EenVandaag. Op de redactie hield ze zich bezig met klimaat, duurzaamheid en innovatie en met programma's als documentaires, Opsporing Verzocht en Hoge Bomen. Ook werkte ze bij de AVRO-afdeling voor ontwikkeling van crossmediale concepten en formats. Vanaf 2020 is Durlacher adviseur pers en communicatie van de Universiteit Wageningen.
Channah Durlacher is de jongste dochter van de Nederlandse schrijver en socioloog G.L. Durlacher. (1928-1996). Haar oudste zus is de schrijfster Jessica Durlacher.

## Erkenning
Channah Durlacher won in 2008 met Robert van Tellingen De Tegel in de categorie 'Achtergrond' met De passagier van bus 73, een reconstructie van de speurtocht naar de Bosnisch-Servische leider Radovan Karadžić. De makers spraken met familieleden, advocaat en openbaar aanklager over wat voorafging aan de arrestatie van Karadzic toen die met een bus in Belgrado onderweg was naar zijn kuuroord. De reportage werd uitgezonden in het AVRO-programma Hoge Bomen.

## Prijzen
- De Tegel (2008)